# Wesley Edwin Lanyon
Wesley Edwin Lanyon, surnommé Bud Lanyon, est un ornithologue et zoologue américain, né le 10 juin 1926 à Norwalk et mort le 7 juin 2017 à North Chatham (en).
Il est conservateur au Musée américain d'histoire naturelle,.

## Liste partielle des publications
- Wesley E. Lanyon, William N. Tavolga, Animal sounds and communication, part. 1, American Institute of Biological Sciences, 1960, 443 p.
- Michael Archer, Wesley E. Lanyon, Systematic Revision of the Marsupial Dasyurid Genus Sminthopsis Thomas, vol. 168, numéros 1 à 2, American Museum of Natural History, 1981, 161 p.